# Bereghinya Planitia (quadrangle)

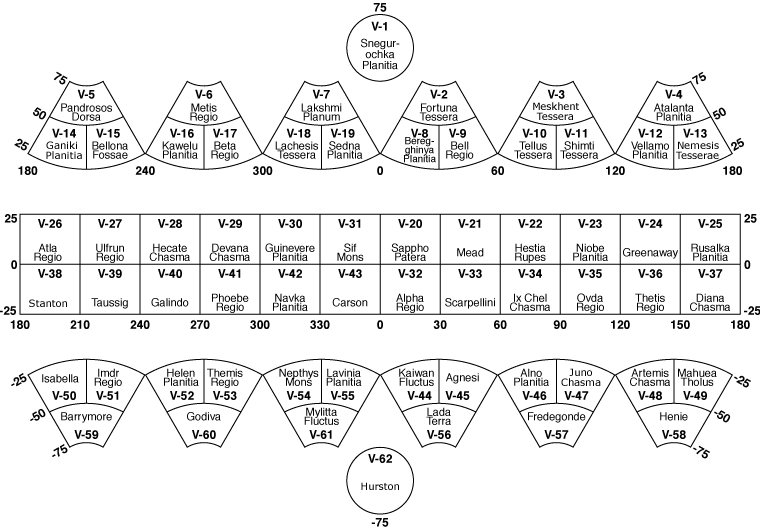
Quadrangles op Venus op schaal 1 : 5.000.000

Bereghinya Planitia (V–8; breedtegraad 25°–50° N, lengtegraad 0°–30° E) is een quadrangle op de planeet Venus. Het is een van de 62 quadrangles op schaal 1 : 5.000.000. Het quadrangle werd genoemd naar het gelijknamige laagland dat op zijn beurt is genoemd naar Bereghinya, een watergodin uit de Slavische mythologie.

## Geologische structuren in Bereghinya Planitia
Colles
- T'ien Hu Colles

Coronae
- Audhumla Corona
- Ba'het Corona
- Beyla Corona
- Cavell Corona
- Damona Corona
- Dzuzdi Corona
- Edda Corona
- Ilmatar Corona
- Kostroma Coronae
- Kumang Corona
- Modron Corona
- Nana-Buluku Coronae
- Onatah Corona
- Parma Corona
- Ponmakya Corona
- Sand Corona
- Simoting Corona
- Sulis Corona
- Trotula Corona
- Vasudhara Corona
- Xquiq Corona
- Yaroslavna Corona

Dorsa
- Aušrā Dorsa
- Hera Dorsa
- Tomem Dorsa

Farra
- Aegina Farrum
- Egeria Farrum

Fossae
- Sigrun Fossae

Inslagkraters
- Ariadne
- Ayisatu
- Bachira
- Browning
- Chubado
- Defa
- Edgeworth
- Elenora
- Esterica
- Ferber
- Halima
- Kafutchi
- Kauffman
- Kemble
- Lena
- Melanka
- Mona Lisa
- Mukhina
- Noreen
- Prichard
- Ruth
- Stina
- Talvikki
- Wilma

Montes
- Bécuma Mons

Planitiae
- Bereghinya Planitia

Tesserae
- Kruchina Tesserae
- Manzan-Gurme Tesserae

Valles
- Bayara Vallis
- Belisama Vallis